# スティーヴン・バーンスタイン

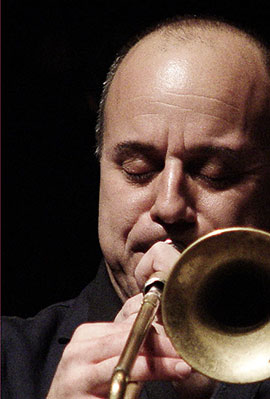
スティーヴン・バーンスタイン (2007年)

スティーヴン・バーンスタイン（Steven Bernstein、1961年10月8日 - ）は、アメリカのトランペッター、スライド・トランペッター、アレンジャー/作曲家、ニューヨーク出身のバンド・リーダーである。彼はラウンジ・リザーズ、セックス・モブ、Spanish Fly、Millennial Territory Orchestraによる作品で最も有名である。セックス・モブによる2006年のCD『Sexotica』はグラミー賞にノミネートされた。
ニューヨークのダウンタウン・ジャズ・シーンの至るところに現れる人物であるスティーヴン・バーンスタインは、カンザス・シティ・バンド（ロバート・アルトマンの映画『カンザスシティ』に登場する）や、ジム・サールウェルのSteroid Maximus、ハル・ウィルナーのレナード・コーエン、ドク・ポーマス、ビル・ウィザース・プロジェクトといった面々の音楽監督を務めている。バーンスタインは、ジョン・ゾーンのツァディク・レコードで、『Diaspora Soul』『Diaspora Blues』『Diaspora Hollywood』『Diaspora Suite』という4枚のアルバムを自身の名前でリリースした。ラズウェル・ラッド、サム・リヴァース、ドン・バイロン、メデスキ、マーティン・アンド・ウッドなどのジャズの巨人をはじめ、アレサ・フランクリン、ルー・リード、リンダ・ロンシュタット、ディゲブル・プラネッツ、スティング、コートニー・ラブなどのアーティストと共演している。2004年以来、バーンスタインはリヴォン・ヘルム率いるMidnight Ramble Bandのメンバーであり、ヘルムのウッドストックにある家で演奏したり、バンドとツアーしたりしている。アレンジャーとしてバーンスタインは、ビル・フリゼール、ルーファス・ウェインライト、マリアンヌ・フェイスフル、エルトン・ジョンなどのためにアレンジを担当した。彼はダンス、演劇、映画、テレビのために作曲し、作曲家のジョン・ルーリーと一緒に映画『ゲット・ショーティ』を含む多くの長編映画のスコアをアレンジしている。

## ディスコグラフィ

### ソロ・アルバム
- Diaspora Soul (1999年、ツァディク)
- Diaspora Blues (2002年、ツァディク)
- Diaspora Hollywood (2004年、ツァディク)
- Diaspora Suite (2008年、ツァディク)
- Baby Loves Jazz: Go Baby Go! (2006年、ヴァーヴ)
- Tattoos and Mushrooms (2010年、ILK Music) ※with Marcus Rojas and Kresten Osgood
- Viper's Drag (2014年、インパルス) ※with ヘンリー・バトラー、The Hot 9

### セックス・モブ
- Din of Inequity (1998年)
- Solid Sender (2000年)
- 『私を愛したスパイ -ジェームス・ボンド・トリビュート-』 - Sex Mob Does Bond (2001年)
- 『ダイム・グラインド・パレス』 - Dime Grind Palace (2003年)
- Sexotica (2006年)
- Sex Mob Meets Medeski/Live in Willisau (2009年)
- Sexmob Plays Fellini (2013年)
- Cultural Capital (2017年)

### Steven Bernstein's Millennial Territory Orchestra
- MTO Volume 1 (2006年)
- We Are MTO (2008年)
- MTO Plays Sly (2011年)

ネルス・クライン
- Lovers (2016年)

マリオ・パヴォーン
- Mythos (2002年)
- Orange (2003年)
- Deez to Blues (2006年)

## テレビ出演
- SOLOS: the jazz sessions (Bravo! Canada - 2005年)